# Kannanendal
Kannanendal es una  ciudad censal situada en el distrito de Madurai en el estado de Tamil Nadu (India). Su población es de 31095 habitantes (2011). Se encuentra a 7 km de Madurai.

## Demografía
Según el censo de 2011 la población de Kannanendal era de 31095 habitantes, de los cuales 15264 eran hombres y 15831 eran mujeres. Kannanendal tiene una tasa media de alfabetización del 94,99%, superior a la media estatal del 80,09%: la alfabetización masculina es del 97,03%, y la alfabetización femenina del 93,03%.